# Wilhelm Hausmann (Politiker, 1970)
Wilhelm Hausmann (* 23. August 1970 in Oberhausen) ist ein deutscher Politiker (CDU). Er war von 2012 bis 2017 und von 2019 bis 2022 Abgeordneter im Landtag von Nordrhein-Westfalen.

## Leben
Wilhelm Hausmann wuchs in Oberhausen auf und legte 1990 sein Abitur am Bertha-von-Suttner-Gymnasium ab. Nach dem Grundwehrdienst begann er ein Studium der Architektur und des Städtebaus an der Universität Dortmund. 1996 schloss er das Studium als Diplom-Ingenieur ab. Er war in einem Architekturbüro tätig, bis er sich 1998 als Architekt selbständig machte.

## Politik
Hausmann trat 1988 in die Junge Union ein. Seit 2004 ist er Mitglied im Stadtrat von Oberhausen. Von 2003 bis 2024 war er Kreisvorsitzender der CDU Oberhausen. Er trat bei den Landtagswahlen in Nordrhein-Westfalen 2010, 2012 und 2017 als Direktkandidat der CDU im Landtagswahlkreis Oberhausen I an. Dabei erhielt er 25,2 %, 21,0 % und 28,7 % der Erststimmen. Durch seinen Listenplatz 35 zog er nach der Landtagswahl 2012 in den Landtag Nordrhein-Westfalen ein. Er gehörte dem Landtag zunächst bis zum Ende der Legislaturperiode 2017 an, da sein nunmehriger Listenplatz 14 bei der Landtagswahl 2017 nicht mehr zog, da die CDU ihre 72 Sitze sämtlich über Direktmandate gewann. Am 4. Juli 2019 rückte er für Stefan Berger in den Landtag nach, der ins Europaparlament gewechselt war. Nach der Landtagswahl 2022 schied er wieder aus dem Landtag aus.